# Wzgórze Armatnie
Wzgórze Armatnie – wzniesienie morenowe według przedwojennych źródeł o wysokości 100,1 m n.p.m. w Gdańsku Ujeścisko przy SM "Szadółki". Obecnie wzniesienie nie ma prawnie unormowanej nazwy, jednak na przedwojennych mapach polskich i niemieckich występuje pod nazwą Kanonen Berg w dosłownym tłumaczeniu "Armatnia Góra" potocznie stosowana jest nazwa "Wzgórze Armatnie".
Na północ od wzniesienia w odległości ok. 200 m znajduje się skrzyżowanie ulic Warszawskiej i Wieżyckiej